# قاووق
القاوُوق هو شبه قدر يغطي به الفُرس رؤوسهم، وهي من «كاواك» الفارسية وتعني فارغ.